# سیتروئن اکسل
سیتروئن اکسل (Citroën Axel) خودرویی است که در سال‌های ۱۹۸۴ تا ۱۹۹۰در رومانی تولید شده‌است. طراحی آن خودروهای موتور جلو-محور جلو بوده طول آن در حالت طبیعی ۳٬۷۳۲ میلیمتر (۱۴۶٫۹ اینچ)، عرض آن در حالت طبیعی ۱٬۵۳۸ میلیمتر (۶۰٫۶ اینچ) و ارتفاع آن در حالت طبیعی ۱٬۴۳۰ میلیمتر (۵۶٫۳ اینچ) است.